# Calathea kappleriana
Calathea kappleriana är en strimbladsväxtart som beskrevs av Friedrich August Körnicke och Paul Paulus Fedorowitsch Horaninow. Calathea kappleriana ingår i släktet Calathea och familjen strimbladsväxter. Inga underarter finns listade.